# 1879年1月22日日食
1879年1月22日日食为一次在协调世界时1879年1月22日出現的日環食。該次日食食分為0.9700，食甚維持3分3秒。

## 概述
這次日食的食分是0.9700，環食維持3分3秒。

## 基本參數
- 類型：日環食
- 食甚資料：
  - 日期：1879年1月22日
  - 時間：11時53分8秒
  - 地點：30S 9E
  - 食分：0.9700
  - 日環食持續時間：3分3秒

## 外部連結
- NASA日食專頁（页面存档备份，存于）（英文）